# Vihorlat
Vihorlat este o arie protejată (arie specială de conservare — SAC, sit de importanță comunitară — SCI) din Slovacia întinsă pe o suprafață de 229,06 ha, integral pe uscat.

## Localizare
Centrul sitului Vihorlat este situat la coordonatele 48°53′30″N 22°07′00″E / 48.891667°N 22.116667°E.

## Înființare
Situl Vihorlat a fost declarat sit de importanță comunitară în aprilie 2004 pentru a proteja 8 specii de animale. Situl a fost protejat și ca arie specială de conservare în martie 2004.

## Biodiversitate
Situată în ecoregiunea alpină, aria protejată conține 5 habitate naturale: Păduri de fag Luzulo-Fagetum, Păduri pe pante, grohotișuri și ravene de Tilio-Acerion, Păduri de fag subalpine medio-europene cu Acer și Rumex arifolius, Păduri de fag Asperulo-Fagetum, Pante stâncoase silicioase cu vegetație casmofită.
La baza desemnării sitului se află mai multe specii protejate:
- mamifere (6): liliac cârn (Barbastella barbastellus), lupul (Canis lupus), râs eurasiatic (Lynx lynx), liliac cu urechi mari (Myotis bechsteinii), liliac cărămiziu (Myotis emarginatus), liliac comun (Myotis myotis)
- nevertebrate (2): Carabus variolosus, croitorul mare al stejarului (Cerambyx cerdo)

Pe lângă speciile protejate, pe teritoriul sitului au mai fost identificate 6 specii de plante, 1 specie de mamifere.